# Айсиньгьоро Сушунь
Айсиньгьоро Сушунь (26 ноября 1816 — 8 ноября 1861) — политический и военный деятель периода империи Цин.

## Биография
Происходил из маньчжурского клана Айсинь Гьоро. Шестой сын Ульгунги (乌尔恭阿), принца Чжэншен первого ранга (+ 1846).
Из-за большого количества детей в семье не получил, несмотря на знатное происхождение, полноценного образования. Поступил на военную службу и продвинулся по ней в последние годы правления императора Даогуана. Вскоре стал ближайшим советником и протеже императора Айсиньгёро Ичжу. Был также командиром Восьмизнамённой армии, канцлером, начальником Главного управления по налогам и сборам и заместителем Великого секретаря. Он также имел право на свободный доступ к имперским покоям. Во время Второй Опиумной войны был фактическим архитектором политики Цинской империи, денонсировав, в частности, многие договоры, заключённые Китаем в 1850-х годах, в том числе Айгунский договор с Российской империей.
Используя своё служебное положение, накопил огромное состояние. После смерти императора в августе 1861 года стал членом регентского совета из восьми человек, выносившего постановления от имени несовершеннолетнего императора Тунчжи; в совет вошли также два его брата. В этом органе он играл решающую роль, оказывая мощное влияние на политику государства. Результатами его политики были изменения, направленные на усиление бюрократического аппарата, а также продолжение изоляционистской политики предыдущего монарха. Этот совет, тем не менее, не мог принимать решения без одобрения двух вдовствующих императриц, Цыань и Цыси, что приводило к серьёзным политическим трениям.
Его политика беспокоила императрицу Цыси, которая опасалась своей маргинализации. Она организовала заговор с целью свержения укрепившегося у власти чиновника. Сушунь был арестован в Пекине в начале ноября 1861 года по обвинению в государственной измене и был казнён на Западном рынке в Пекине спустя несколько дней.
У Сушуня было три жены, от которых у него было четверо сыновей: Сишань (1848—1870), Чжэншань (1853—1896), Чэншань (1854—1904) и Туншань.